# Джовиано Чепанико
Юлиан Ипато (на италиански: Gioviano Cepanico; Cepario; Gioviano Ipato) е политик и magister militum на Византия.
Той е magister militum на Византия и ipato (консул). През 741 г. става дож на Венецианската република.